# ایلان عسکری
ایلان اشکری (انگلیسی: Ilan Eshkeri؛ زادهٔ ۷ آوریل ۱۹۷۷) یک موسیقی‌دان و آهنگساز اهل بریتانیا است. وی از سال ۲۰۰۰ میلادی تاکنون مشغول فعالیت بوده‌است.
او دانش‌آموختهٔ دانشگاه لیدز در رشتهٔ موسیقی و ادبیات انگلیسی است.
از فیلم‌ها یا مجموعه‌های تلویزیونی که وی در آن‌ها نقش داشته‌است می‌توان به هنوز آلیس، گرد ستاره، ویکتوریای جوان، گوسفند ناقلا، کیک لایه‌ای، خیزش هانیبال، تل استار: داستان جو میک، نینجای آدمکش، سنچوریون، جانی اینگلیش دوباره متولد می‌شود، کوریولانوس، جاستین و شوالیه‌های دلیر، ۴۷ رونین، زن نامرئی، بازمانده، دریای سیاه، کیک-اس، تصادم و حمله متقابل و بازی کامپیوتری سیمز ۴ اشاره نمود.